# Filip Jönsson
Filip Jönsson (12 aprile 1990) è un giocatore di football americano svedese che milita nel ruolo di linebacker negli Örebro Black Knights e nella nazionale svedese.
Nel 2021 è diventato vicecampione europeo con la nazionale svedese.

## Palmarès
- 1 Campionato svedese di football americano (2021)